# 忙丙乡
忙丙乡，是中华人民共和国云南省临沧市镇康县下辖的一个乡镇级行政单位。

## 行政区划
忙丙乡下辖以下地区：
忙丙村、乌木村、帮海村、马鞍山村、忙汞村、回掌村、新水村、蔡何村和麦地村。